# David Douděra
David Douděra (* 31. května 1998 Brandýs nad Labem-Stará Boleslav) je český profesionální fotbalista, který hraje na pozici pravého obránce či záložníka za český klub SK Slavia Praha a za český národní tým.

## Klubová kariéra
V mládežnických klubech hrál Douděra nejprve v SC Xaverov Horní Počernice, poté ve Viktorii Žižkov a Meteoru Praha. Ve svých šestnácti letech odešel do pražské Dukly.

### Dukla Praha
Svůj ligový debut si připsal v zápase proti Sigmě Olomouc 23. září 2017. V jarní části sezóny začal Douděra nastupovat pravidelně v dresu pražského klubu.
V sezoně 2018/2019 se Douděra stal autorem první ligové branky ročníku, kterou vstřelil proti Plzni 28. července 2018, přesto však Dukla prohrála 1:3. Ročník 2018/2019 Douděra završil 31 starty, dvěma góly a dvěma asistencemi. V témže roce však Dukla sestoupila do Fortuna:Národní ligy.
V druhé lize Douděra debutoval 20. července 2019 při prohře 2:3 s Třincem. V podzimní části sezóny Douděra nastupoval pouze sporadicky a v zimě klub po šesti letech opustil.

### Mladá Boleslav
V prosinci 2019 zamířil Douděra z pražské Dukly do prvoligového mužstva FK Mladá Boleslav. Do svého první utkání v dresu Mladé Boleslavi nastoupil Douděra 14. února 2020 proti Dynamu České Budějovice, s nímž Boleslav prohrála 0:3. V sezoně 2019/2020 zasáhl do 14 duelů a připsal si jednu asistenci v posledním ligovém kole proti Karviné.
Douděra se během sezóny 2020/21 stabilním členem základní sestavy Mladé Boleslavi. Prvního gólu ve středočeském klubu se dočkal v zápase proti Českým Budějovicím, když vsítil třetí gól, a Boleslav tak vyhrála 3:1. Sezonu 2020/2021 zakončil Douděra s 31 ligovými starty, třemi asistencemi a dvěma góly.
V sezoně 2021/2022 patřil Douděra ke klíčovým hráčům mladoboleslavského týmu. V dubnu 2022 se poprvé ve své kariéře stal nejlepším hráčem měsíce české nejvyšší soutěže, vstřelil šest branek a přidal jednu asistenci v závěrečných kolech sezóny. Dohromady v sezóně nastřílel 10 branek a pomohl Mladé Boleslavi ke konečné sedmé příčce. Zároveň pokořil rychlostní rekord v lize, když dokázal v utkání proti Sigmě Olomouc 5. února 2022 vyvinout rychlost 36 km/h.

### Slavia Praha
Dne 25. května 2022 přestoupil Douděra do pražské Slavie, s týmem podepsal smlouvu do roku 2025. Svůj první zápas za Slavii odehrál 21. července 2022 v 2. předkole Evropské konferenční ligy proti celku St Joseph's FC, nad nímž Slavia zvítězila 4:0. První gól za Slavii zaznamenal v ligovém utkání proti Pardubicím, přičemž vstřelil první branku zápasu. Slavia porazila Pardubice výsledkem 7:0. Se Slavií postoupil do základní skupiny Konferenční ligy. V ní nastoupil Douděra do pěti zápasů, střelecky se však neprosadil a s klubem překvapivě nepostoupil do jarní vyřazovací fáze. Douděra se během své první sezóny ve Slavii zařadil mezi stabilní členy základní sestavy Jindřicha Trpišovského. 5. dubna gólem a asistencí přispěl k výhře 3:2 po prodloužení nad Bohemians 1905 v semifinále českého poháru. 3. května se Douděra prosadil také ve finále proti rivalské Spartě, rozhodl o výhře 2:0 a poprvé ve své kariéře se mohl radovat ze zisku trofeje.
Douděra neztratil místo v základní sestavě Slavie ani na začátku sezóny 2023/24. Se Slavií postoupil přes předkola do základní skupiny Evropské ligy a 5. října gólem a asistencí přispěl k vysoké výhře 6:0 nad Šeriffem Tiraspol. Gól a asistenci zaznamenal Douděra i v utkání šestého kola základní skupiny při výhře 4:0 nad švýcarským Servette. 7. března 2024 dalekonosnou ránou srovnal stav utkání osmifinále Evropské ligy proti AC Milán, ani jeho branka však nestačila k postupu do dalšího kola soutěže. V dubnu 2024 prodloužil Douděra svou smlouvu se Slavií do června 2028.

## Reprezentační kariéra
Douděra nastupoval za výběry české reprezentace U20 a U21. Za obě mužstva naskočil do čtyř zápasů.
V březnu 2023 byl Douděra poprvé povolán do české seniorské reprezentace. Svůj reprezentační debut si odbyl 24. března v utkání kvalifikace na EURO 2024 proti Polsku. Na konci roku 2023 se Douděra stal stabilním členem základní sestavy české reprezentace pod trenérem Jaroslavem Šilhavým, nastupoval i atypicky na levé straně. Svoji první reprezentační branku vstřelil 20. listopadu 2023 při výhře 3:0 nad Moldavskem.
V létě 2024 byl Douděra nominován trenérem Ivanem Haškem na závěrečný turnaj EURO 2024. Na turnaji nastoupil do prvního utkání ve skupině proti Portugalsku. Ve zbylých dvou utkáních zůstal Douděra na lavičce náhradníků, Češi získali na turnaji jediný bod a nepostoupili do vyřazovací fáze. 